# (1700) Zvezdara
(1700) Zvezdara es un asteroide perteneciente al cinturón de asteroides descubierto por Petar Đurković el 26 de agosto de 1940 desde el observatorio de Belgrado, Serbia.

## Designación y nombre
Zvezdara se designó inicialmente como 1940 QC.
Posteriormente fue nombrado por la palabra serbia que significa «observatorio».

## Características orbitales
Zvezdara está situado a una distancia media del Sol de 2,361 ua, pudiendo acercarse hasta 1,828 ua y alejarse hasta 2,894 ua. Su inclinación orbital es 4,515° y la excentricidad 0,2258. Emplea 1325 días en completar una órbita alrededor del Sol.